# Olivier de Puymanel
Victor Olivier de Puymanel (1768-1799) est un français qui fut un bâtisseur et un général, organisateur de l'armée vietnamienne de la dynastie Nguyen.

## Contexte
En 1788, alors qu'il était marin à bord de la Dryade, il a déserté son navire à Pulo Condor. Il fut engagé par Pigneau de Béhaine, évêque in partibus d'Adran, dans l'armée de Nguyễn Ánh, futur empereur Gia Long, fondateur de la dynastie impériale des Nguyễn.

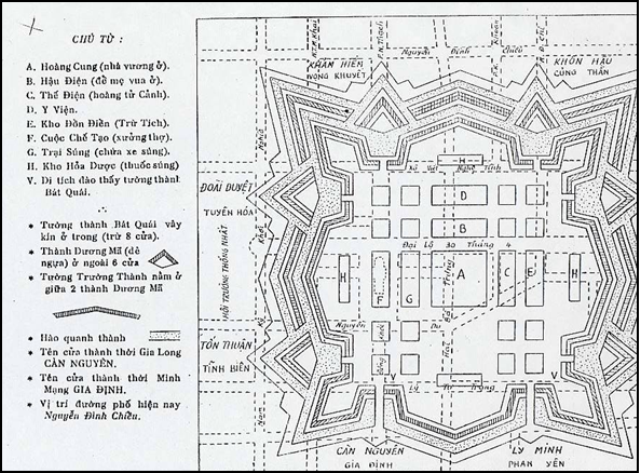
Citadelle selon le plan de Lebrun.

## Son rôle au Viêt Nam
Il supervisa la construction de la Citadelle de Saigon, inspirée de la place forte de Brouage en France, sur des plans de Théodore Lebrun. Il fut formateur dans une école à Saïgon pour enseigner les méthodes de guerre à l'européenne aussi bien pour l'artillerie que pour l'infanterie ; en 1790 il commandait une force de six cents soldats.
En juillet 1792, quand Jean-Marie Dayot mena une expédition pour Nguyên Anh à Qui Nhon, Puymanel commanda les troupes qui détruisirent les forts avant que l'expédition retourne au port de Can-Tru. En 1793 fut mise en place l'expédition annuelle (Giac mua) : Puymanel commandait les troupes terrestres, la flotte étant commandée par Dayot. L'expédition alla de nouveau à Qui Nhon et sur le chemin Puymanel fit construire la citadelle de Duyen Khanh.
En 1795 l'expédition annuelle se fit aussi avec le prince Canh et l'armée vietnamienne, qui comptait 50 000 soldats, et captura Nha Trang. Ces efforts permirent à  Nguyen Anh de devenir empereur en 1802.

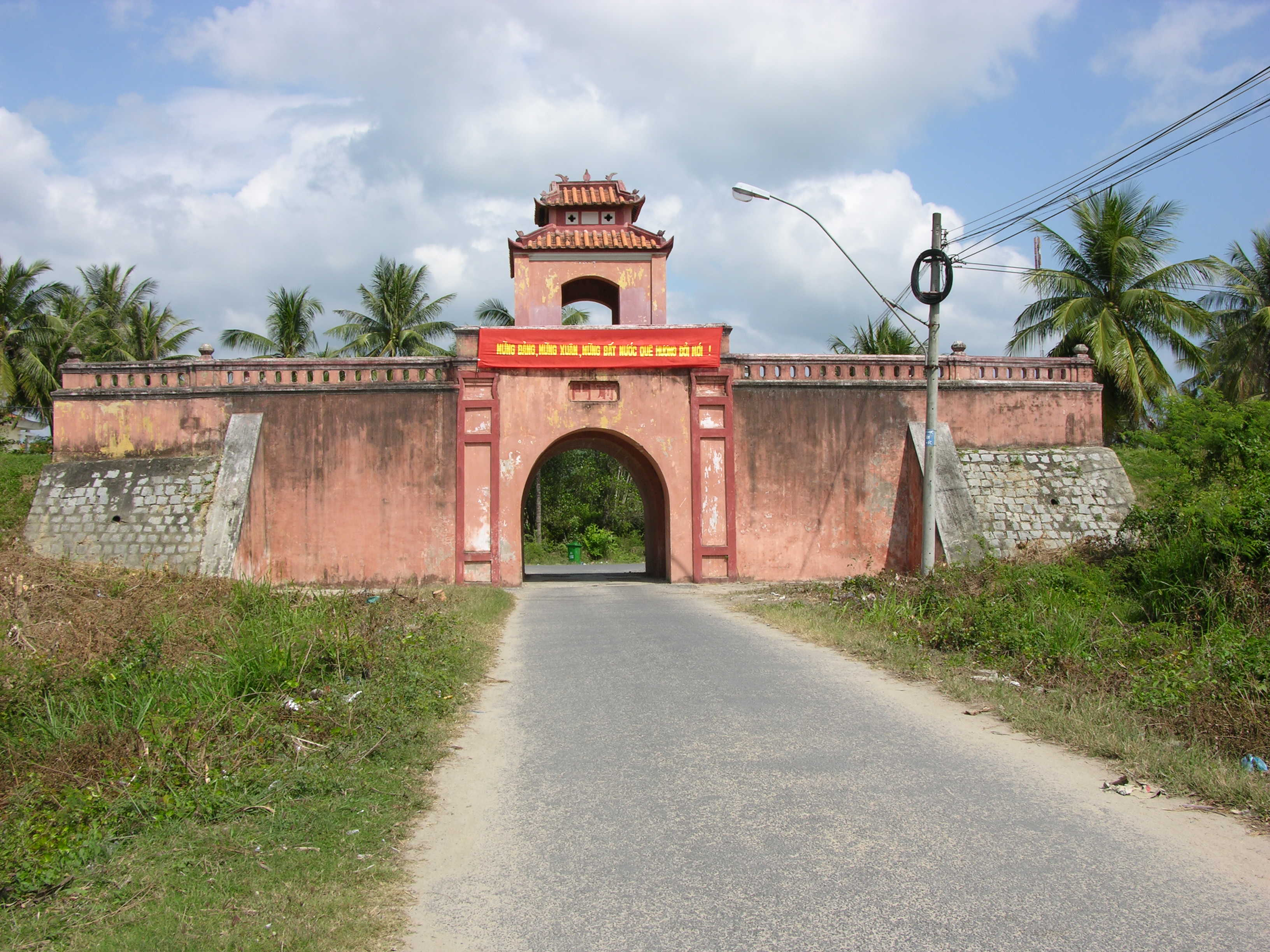
Porte de Dien Khanh construite sous la direction de Puymanel.

Puymanel participa aussi à la cartographie du pays ; les relations qu'il avait avec Pigneau de Behaine finirent par être tendues, celui-ci ne supportant pas son mode de vie d'aventurier.
Olivier de Puymanel meurt à Malacca, en 1799, à seulement 31 ans, vraisemblablement terrassé par le paludisme.